# Municipio de Morgan (condado de Rutherford)
Morgan Township es un municipio del condado de Rutherford, Carolina del Norte, Estados Unidos. Según el censo de 2020, tiene una población de 1528 habitantes.
Es una subdivisión exclusivamente geográfica, por cuanto el estado de Carolina del Norte no utiliza la herramienta de los townships como municipios.

## Geografía
El municipio está ubicado  en las coordenadas 35°29′44″N 82°03′15″O / 35.49556, -82.05417 (35.495507, -82.054186).